# Intelsat 33e
Intelsat 33e — геостационарный телекоммуникационный спутник, принадлежащий люксембургскому спутниковому оператору Intelsat. Предназначен для предоставления телекоммуникационных услуг для Европы, Африки, Среднего Востока, Азии и Австралии.
Второй аппарат из серии геостационарных спутников высокой пропускной способности Intelsat EpicNG. Первый спутник серии, Intelsat 29e, был запущен в январе 2016 года.
Построен на базе космической платформы Boeing 702MP американской компанией Boeing. Электроснабжение обеспечивают два крыла солнечных батарей и литий-ионные аккумуляторные батареи. Двигательная установка состоит из основного (апогейного) двигателя с тягой 490 Н используемого для достижения точки стояния, а также 8 двигателей малой тяги для орбитальных корректировок. Размеры спутника в сложенном состоянии (при запуске) — 7,9 × 3,8 × 3,2 м. Стартовая масса спутника составляет 6575 кг. Ожидаемый срок службы спутника — 15 лет.
На спутник установлены транспондеры Ku-диапазона суммарной пропускной способностью 9194 МГц и транспондеры C-диапазона ёмкостью 2670 МГц.
Спутник располагается на орбитальной позиции 60° восточной долготы, где заменит спутник Intelsat 904, запущенный в 2004 году, который планируют вывести из эксплуатации в связи с завершением срока службы.
Запуск спутника Intelsat 33e (в паре со спутником Intelsat 36) состоялся в рамках миссии VA232 в 22:16 UTC 24 августа 2016 года ракетой-носителем Ариан-5 ECA со стартового комплекса ELA-3 космодрома Куру во Французской Гвиане.
9 сентября 2016 года компания Intelsat сообщила, что на спутнике произошёл отказ основного двигателя, в связи с чем достижение точки стояния на геостационарной орбите потребует больше времени и ожидается в декабре 2016. Введение спутника эксплуатацию планировалось в первом квартале 2017 года. Представители компании ожидают, что отказ основного двигателя и связанная с этим необходимость использования второстепенных двигателей может уменьшить срок службы спутника на 18 месяцев.
29 января 2017 года, на три месяца позже чем планировалось, спутник был введён в эксплуатацию.
29 августа 2017 года компания Intelsat сообщила, что в феврале 2017 выяснилось, что спутник использует больше топлива, чем должен в процессе маневрирования для удержания своей орбитальной позиции. Эта аномалия, в дополнение к отказу основного двигателя, уменьшат срок службы аппарата на 3,5 года. Компания подала иск на выплату страхового возмещения в размере $78 млн.
19 октября 2024 года компания Intelsat сообщила про сбой в работе спутника.
21 октября 2024 года компания Intelsat сообщила, что спутник полностью потерян 19 октября 2024 года.